# RV Большого Пса
RV Большого Пса (лат. RV Canis Majoris) — одиночная переменная звезда в созвездии Большого Пса на расстоянии приблизительно 2235 световых лет (около 685 парсеков) от Солнца. Видимая звёздная величина звезды — от +10,5m до +9,4m.

## Характеристики
RV Большого Пса — красная пульсирующая полуправильная переменная звезда типа SRB (SRB) спектрального класса M6.